# Šaškinovci
Šaškinovci (en serbio: Шашкиновци) es una aldea de la municipalidad de Gradiška, Republika Srpska, Bosnia y Herzegovina.
Se encuentra incluida administrativamente en el consejo comunal de Jurkovica.

## Población
| Composición de la Población - Aldea de Šaškinovci | Composición de la Población - Aldea de Šaškinovci | Composición de la Población - Aldea de Šaškinovci | Composición de la Población - Aldea de Šaškinovci | Composición de la Población - Aldea de Šaškinovci |
| ------------------------------------------------- | ------------------------------------------------- | ------------------------------------------------- | ------------------------------------------------- | ------------------------------------------------- |
|                                                   | 2013                                              | 1991                                              | 1981                                              | 1971                                              |
| Total                                             | 57                                                | 107 (100%)                                        | 128 (100%)                                        | 180 (100%)                                        |
| Varones                                           | 25                                                | -                                                 | -                                                 | -                                                 |
| Mujeres                                           | 32                                                | -                                                 | -                                                 | -                                                 |
| Serbios                                           | 56                                                | 106 (99,07%)                                      | 124 (96,88%)                                      | 180 (100%)                                        |
| Croatas                                           | -                                                 | -                                                 | -                                                 | -                                                 |
| Bosniacos                                         | -                                                 | -                                                 | -                                                 | -                                                 |
| Eslovenos                                         | -                                                 | -                                                 | -                                                 |                                                   |
| Musulmanes                                        | -                                                 | -                                                 | -                                                 | -                                                 |
| Montenegrinos                                     | -                                                 | -                                                 | -                                                 | -                                                 |
| Macedonios                                        | -                                                 | -                                                 | -                                                 | -                                                 |
| Gitanos                                           | -                                                 | -                                                 | -                                                 | -                                                 |
| Albaneses                                         | -                                                 | -                                                 | -                                                 | -                                                 |
| Ukranianos                                        | -                                                 | -                                                 | -                                                 | -                                                 |
| Yugoslavos                                        | 1                                                 | -                                                 | 3 (2,34%)                                         | -                                                 |
| Otros                                             | -                                                 | 1 (0,94%)                                         | 1 (0,78%)                                         | -                                                 |
| Sin declarar                                      | -                                                 | -                                                 | -                                                 | -                                                 |
| Desconocidos                                      | -                                                 | -                                                 | -                                                 | -                                                 |